# Eszter Balint
Eszter Bálint, (Budapest, Hongria, 7 de juliol de 1966) és una cantant, compositora, violonista i actriu hongareso-estatunidenca. És filla d'István Bálint i de Mariann Kollár.

## Biografia
De nena, Eszter Bálint actua al teatre d'avantguarda Squat Theatre abans de començar al cinema l'any 1984 a Estranys al paradís, pel·lícula independent dirigida per Jim Jarmusch. No tornarà a sortir a la pantalla fins a l'any 1990 a Bail Jumper. Segueixen diversos papers com un de petit a Ombres i boira de Woody Allen.
Els seus enregistraments, Flicker i Mud, tots dos produïts per JD Foster, han estat lloats pel New York Times, el New Yorker i la revista Billboard.
Participa en els enregistraments d'àlbums amb Michael Gira (Angels of Light), Marc Ribot (Los Cubanos Postizos) i John Lurie (The Legendary Marvin Pontiac: Greatest Hits). Va ser convidada estrella a Ceramic Dog, la gira europea de Marc Ribot l'any 2009.
L'any 2014, torna a la comèdia per tenir un segon pape a la 4a temporada de la sèrie Louie de Louis C.K..

## Filmografia
- 1981: Downtown 81
- 1984: Estranys al paradís (Stranger Than Paradise): Eva
- 1985: Miami Vice (sèrie de televisió, un episodi)
- 1989: Històries d'Amèrica de Chantal Akerman
- 1990: Bail Jumper: Elaine
- 1991: Encadenadament teva (The Linguini Incident) de Richard Shepard
- 1991: Ombres i boira (Shadows and Fog) de Woody Allen
- 1996: Una última copa (Trees Lounge) de Steve Buscemi
- 2014:  Louie (Sèrie TV)
- 2016:  A Woman, a Part
- 2016:  Poor Boy